# Wataru Tanaka
Wataru Tanaka (田中 渉 Tanaka Wataru?), född 23 september 2000 i Gunma prefektur, är en japansk fotbollsspelare.
Tanaka började sin karriär 2019 i Vegalta Sendai.